# Бірла
«Бірла» — одна з найбільших промислових монополій Індії. Почала свою діяльність 1919 з виробництва бавовняних та джутових товарів і торгівлі ними.
Birla Corporation Limited - це індійська флагманська компанія групи компаній M P Birla, заснована Шрі Ганшам Дас Бірла в кінці 1910-х років, а продовжувана Мадхав Прасад Бірла.

У 1890-х роках корпорація Birla була виробничою джутової компанії, але з часом вона зросла, працюючи в чотирьох основних підрозділах: цемент, джут, лінолеум та автообробка. Він не входить до багатонаціонального конгломерату Aditya Birla Group, що має різноманітні продукти від металів, цементів, текстилю, сільськогосподарського бізнесу, телекомунікацій, ІТ та фінансових послуг. Раніше відома як Birla Jute Manufacturing Company Limited, з розширенням підрозділів, компанія змінила свою назву в 1998 році на Birla Corporation Limited.

## Історія

### До Birla Corporation Ltd.
Дідусь Шрі Ганшам Дас Бірла, Шив Нараяна Бірла, використав свій капітал від бізнесу з надання грошей і відкрив бавовняний бізнес. Успішно здійснивши підприємство, він повернувся до Пілані, свого місця народження, і побудував особняк для родини. Бізнес процвітав під час Першої світової війни, коли Британська імперія покладалася на Бірлу для забезпечення військових зусиль. Г. Д. Бірла успадкував сімейний бізнес і розширився на багато галузей, і до 1919 р. разом з іншими трьома братами та сестрами було створено компанію Birla Brothers Limited. Він взяв участь у галузі автотранспорту, виробництва чаю, текстилю, цементу, хімікатів, а до 1942 року також організував United Commercial Bank Limited, один з перших комерційних банків Індії. Ще в перші роки існування групи Birla, у житті Г. Д. Бірли було зображено уявлення про майбутнє Birla Brothers Limited.

### Заснування ТОВ "Бірла Корпорація"
Мадхав Прасад з Бомбея, син Р. Д. Бірли, народився в 1918 році, з самого початку входив до складу компанії з виробництва джуту Бірла. На той час, коли він закінчив коледж, він уже відповідав за Бірлу Джут, яка зазнала економічного спаду та воєн. Мадхав змінив компанію з компанії Birla Jute Manufacturing Company на компанію, що здійснює діяльність у широкому спектрі галузей. За часів депутата Бірли корпорація Birla та інші підприємства, що належать до групи Birla Group, набули значної потужності та стійкості в галузі цементу, автообробки, сталі та будівельних матеріалів. Коли він помер у 1990 році, його дружина Пріямвада Бірла обійняла посаду голови Бірли в 1998 році і змінила назву на Birla Corporation Limited. Пріямвада була відома своєю активною роллю в громаді, охороні здоров’я та освіті.

## Останні події
У 2013 році корпорація Birla об’єдналася зі своєю дочірньою компанією Talavadi Cements Ltd, оскільки фірма не могла задовольнити вимоги до сировини через заборону на шахти в Раджастані. Це спричинило зменшення запасу бірли приблизно в червні та липні.

## Проблеми

### Суперечка Бірла проти Лоди
Коли Приямвада помер у 2004 році, вона віддала маєток у розмірі 5000 рупій своєму близькому бухгалтеру Раджендрі Сінгх Лодзі, який був співголовою. Зрештою Лодха став головою корпорації Birla. Ця нерухомість включала ключові пакети акцій East East Investments Co та Gwalior Webbing, корпорацію Birla, Vidhya Telelinks та Universal, серед інших. Однак сім'я Бірла оскаржила родину Лодгу в суді в 2008 році щодо змісту заповіту та попередніх двох заповітів Приямвади. Справа змінила курс після раптової смерті Р. С. Лодхи в жовтні 2008 р. У своєму заповіті Пріямвада заявила, що після Р. С. Лодхи, його сина, Харша Лодхи успадкує маєтки. Оскільки заповіт був написаний в 1999 році і офіційно не отримав "заповіту", сім'я Лодха в даний час утримує групу МП Бірла.

### Цемент в 2011 році
У 2011 році корпорація Birla зіткнулася з проблемами перевиробництва цементу протягом тривалого періоду зменшення попиту. Природно, Харш Лода занепокоївся корпорацією, оскільки цемент є найбільшим джерелом доходу для Birla Corp. В даний час він шукає інші альтернативи для розвитку вугільної галузі. Тим часом корпорація Birla підписала Меморандум про взаєморозуміння (Меморандум про взаєморозуміння) з компанією Assam Mineral Development для цементного заводу в Ассамі, куди Birla інвестує 2500 рупій за три роки. У листопаді 2017 року було оголошено, що М.П. Бірла Цемент погодився стати співонсором Mohun Bagan A.C. на період між груднем 2019 р.

### Сувора Лода висунута обвинувачення
Суворого Лодху та його брата Адітю Лодгу в 2013 році звинуватили у зловживаннях. Троє членів корпорації Birla, Ом Пракаш Агарвал, Суреш Кумар Шарма та Шаші Агарвал заявили, що у фірмі існувала недобросовісна поведінка та стверджувалося, що вона неправомірно підробляла інформацію про кількість партнерів у фірмі. Це було проблемою, оскільки Адітя Лодга брала участь у фірмі дипломованого бухгалтера Lodha and Company. Його брат Харш був головою корпорації Birla. На той момент Лода та компанія були аудитором корпорацій Birla. В результаті ICAI призупинила дії Харша та Адітії Лодхи на 3 місяці.

### Усунення суворого Вардана Лодхи
19 вересня 2020 року Вищий суд Калькутти розпорядився про усунення Харша Вардана Лодхи з усіх керівних та інших посад у тресті та товариствах групи компаній MP Birla.

## Охорона здоров'я
Корпорація Birla є прихильником охорони здоров'я, освіти та соціального забезпечення під керівництвом групи MP Birla. Пріямвада Бірла виявила інтерес до охорони здоров’я, допомагала будувати лікарні та фінансувала дослідження, починаючи від здоров’я очей і закінчуючи кардіологією, неврологією та ортопедією. Вона також заснувала Інститут дослідження раку Пріямвада Бірла та об’єдналася з Центром догляду за очима Aravind для будівництва очної лікарні Priyamvada Birla Aravind. Студенти-медики тренуються в цих лікарнях.

## Освіта
Фонд депутата Бірли побудував багато шкіл в Індії. Ці школи включають заклади, виробниче навчання з комп'ютерів, механічні та електротехнічні заняття, санскритська школа для учнів, зацікавлених у ведичних дослідженнях. Вони також обслуговують дітей працівників Бірли з освітою, яку викладають хінді та фінансовою допомогою для студентів. Фонд Бірли, заснований депутатом Бірлою, прагне розвивати інноваційних та сильних особистостей та готувати їх до світу.

## Голови
- Ганшамдас Бірла

- М. П. Бірла († 1990)

- Пані Пріямвада Бірла (пом. 3 липня 2004 р.)

- Р. С. Лодха (пом. 3 жовтня 2008 р.)

## Сім’я Бірла

### Фундаменти
Походження сім'ї Бірла лежить у касті махешварі торговців Вайш'я, але вони були відкинуті від своєї традиційної громади в 1922 році, коли один з їх членів, Рамешвар Дас Бірла, порушив правила кастового шлюбу. Вони - Марвари, а за умовами купці з Раджастану називаються Марвари. Сім'я походить з містечка Пілані в регіоні Шекхаваті на північному сході Раджастана. Вони все ще зберігають своє місце проживання в Пілані і ведуть там кілька навчальних закладів, включаючи BITS, Пілані.

### Шив Нараян Бірла
На початку 19 століття в Пілані жив Сет Шобхарам, онук Сет Будхармаля, місцевого торговця скромними коштами. Це був його син Сет Шив Нараяна (1840–1909), який вперше наважився вийти за межі Пілані. В цей час Ахмедабад був залізничним головою, який обслуговував торгівлю з великого регіону на північному заході Індії. Товари (переважно бавовна) привозили з глибинки до міста і відправляли звідти поїздом до Бомбея для експорту до Англії та інших країн. Також в Ахмедабаді було створено кілька дробильних установок для очищення бавовни перед відправкою до Англії. Шив Нараяна Бірла був одним із ранніх індійських торговців, який брав участь у цій торгівлі бавовною. Пізніше Британія енергійно сприяла торгівлі опіумом з Китаєм і розвинула вирощування маку в Індії. Регіон Ратлам-Мандсаур (неподалік від Ахемдабаду) став першокласним урожаєм маку завдяки відповідному ґрунту та клімату. Шив Нараян Бірла та його усиновлений син Балдео Дас Бірла заробили величезне багатство, торгуючи опіумом з Китаєм, і це лягло в основу багатства сім'ї. Зі зростанням багатства та збільшенням довіри Шив Нараяна Бірла просунувся вгору по ланцюжку створення вартості та розпочав фрахтування вантажних суден у партнерстві з іншими торговцями Марваді для торгівлі опіумом з Китаєм, тим самим минаючи британських посередників. Щоб полегшити це, він переїхав до Бомбея в 1863 році.

### Балдєв Дас Бірла
У житті Шива Нараяна Бірли було одне непереборне горе: у нього не було дітей. На початку 1880-х років Шив Нараян (Нарайн) передав естафету своїх ділових інтересів своєму усиновленому синові Балдеву Дас Бірлі, створивши Шивнараяна Балдевдаса, торговий дім, що базується в Бомбеї. Його син, Балдев Дас Бірла, переїхав до Калькутти, створивши Бальдевдас Югалкішор у 1887 році. Балдео Даса успадкували чотири сини - Джугал Кішор, Рамешвар Дас, Ганшам Дас і Брадж Мохан.

Балдев Дас був удостоєний титулу Райбахадур в 1917 році. У 1920 році він звільнився з бізнесу і почав жити в Банарасі, займаючись релігійними студіями. У 1925 році уряд Біхар та Оріса отримав звання "раджа". Нагороджений Д. Літтом. індуїстським університетом Банараса.

### Ганшамдас Бірла
Ганшамдас Бірла заклав основу своєї промислової імперії, заснувавши в 1911 році компанію GM Birla, яка займалася торгівлею джутом. Перша світова війна розпочалася в 1914 році, значно збільшивши попит на сумки. Під час війни вартість "Бірли" зросла з 2 млн. Рупій до 8 млн.  У 1919 році він став однією з перших груп індійських підприємців, що став власником джутового млина на ім'я Бірла Джут. У наступні кілька років він придбав кілька бавовняних фабрик. Згодом він відкрив кілька цукрових заводів. Видання Hindustan Times було засновано Г. Д. Бірлою в 1924 р. І повністю придбано ним у 1933 р. Hindustan Motors було засновано в 1942 р. Після незалежності Індії в 1947 р. Він заснував Grasim (Gwalior Rayon Silk Manufacturing, 1948) і Hindalco (Hindustan Alum Company) 1958) серед інших. Він також щедро очолив грант на прохання Валлаббхай Пателя про закладання основи Бірли Вішвакарми Махавідялая в Анані, штат Гуджарат.

Балдео Дас, а також його сини були серед ключових прихильників руху сварадж під керівництвом Махатми Ганді, окрім відданих індуїстських активістів. Вони були активними прихильниками Індуїстського університету Банараса, заснованого Пт. Мадан Мохан Малавія, а також фінансово підтримували діяльність, ініційовану Махатмою Ганді. Визначний храм Лаксмінараян у Делі був побудований Джугалом Кішоре Бірлою і був урочисто відкритий Махатмою Ганді, і на прохання Махатми в цьому храмі приймали всіх індусів, включаючи харіджанів.

За кілька десятиліть до незалежності Індії індійські купці, включаючи бірлівців, робили успішні спроби увійти та придбати галузі в Індії, де колись домінували шотландці з Великої Британії. Це стало частиною руху Свадеші Махатми Ганді.

Бірлас залишався близьким до деяких лідерів Індії, як Сардар Патель після незалежності Індії. Коли Е. М. С. Намбоодіріпад став головним міністром Керали (1957–59), внаслідок першого обраного де-небудь марксистського уряду, Бірласу було запропоновано створити там целюлозну фабрику.

В недалекому минулому «Бірли», а також кілька інших індійських промисловців розширилися за кордоном. 

## Цементний бізнес
У серпні 2016 року корпорація придбала цементний завод «Reliance Cement» і, таким чином, збільшила виробництво цементу до 15,4 мільйонів тон на рік з 9,8 мільйонів тон на рік. У серпні 2017 року компанія оголосила про плани з побудови нового цементного заводу з метою підвищити виробництво до 20 мільйонів тон на рік.